# Santuario della Beata Vergine del Soccorso (San Severo)
Il santuario della Beata Vergine del Soccorso di San Severo, altrimenti noto come chiesa di sant'Agostino, è il maggiore santuario della diocesi severopolitana.

## Storia
Dedicata in origine a san Pietro, la chiesa di sant'Agostino fu eretta nel XII secolo, e divenne sede dei padri agostiniani che vi affiancarono un monastero attestato già nel 1319. Tornati in città nel 1514, dopo un periodo di allontanamento, i monaci vi promossero il culto della Madonna nera, che nel 1857 sarà eletta patrona egualmente principale della città e diocesi affiancando san Severino e san Severo: secondo la tradizione, la statua sanseverese della Madonna del Soccorso - resa barocca nel 1760 dall'artista Nicola Antonio Brudaglio di Andria - sarebbe giunta dalla Sicilia nel 1564. Quando il monastero agostiniano venne definitivamente soppresso (1652), la devozione alla Madonna fu tenuta viva dai massari di campo (i possidenti), che dopo il 1679 si riunirono in confraternita.
Completamente ristrutturata tra il 1750 e il 1759, nel 1780 la chiesa fu arricchita dell'elegante facciata in pietra, opera di Pietro e Gregorio Palmieri. L'altare maggiore, opera del marmorario napoletano Vincenzo Palmieri, è stato realizzato entro il 1768, mentre di poco successivi sono i due eleganti altari laterali, egualmente in marmo policromo, di san Michele e san Raffaele (quest'ultimo con statua lignea del 1750, opera di Domenico Urbano). Lo slanciato campanile barocco, invece, è frutto di stratificazioni sette-ottocentesche.
Radicali lavori di ammodernamento dell'interno furono eseguiti, sotto la direzione di Severino del Giudice, nel 1912. L'unica spaziosa navata fu decorata con fitti fregi neorinascimentali in stucco e cartapesta (di cartapesta è finanche il calligrafico cassettonato) e si eresse una nuova cona marmorea, di gusto umbertino, per custodire la statua della Madonna. Degli stucchi preesistenti si conservano soltanto quelli della sobria cupola neoclassica.
Degni di nota, inoltre, sono l'organo a canne (strumento di Pasquale d'Onofrio, 1815), il coro ligneo settecentesco, il presepe e la statua in legno dipinto di san Michele, entrambi di Giuseppe Catello (sec. XIX), nonché i grandi angeli reggifiaccola in legno dorato, ottocenteschi, posti ai lati dell'altare maggiore.
La chiesa, elevata a santuario nel 1957, è grancia di San Nicola e sede dell'Arciconfraternita del Soccorso.

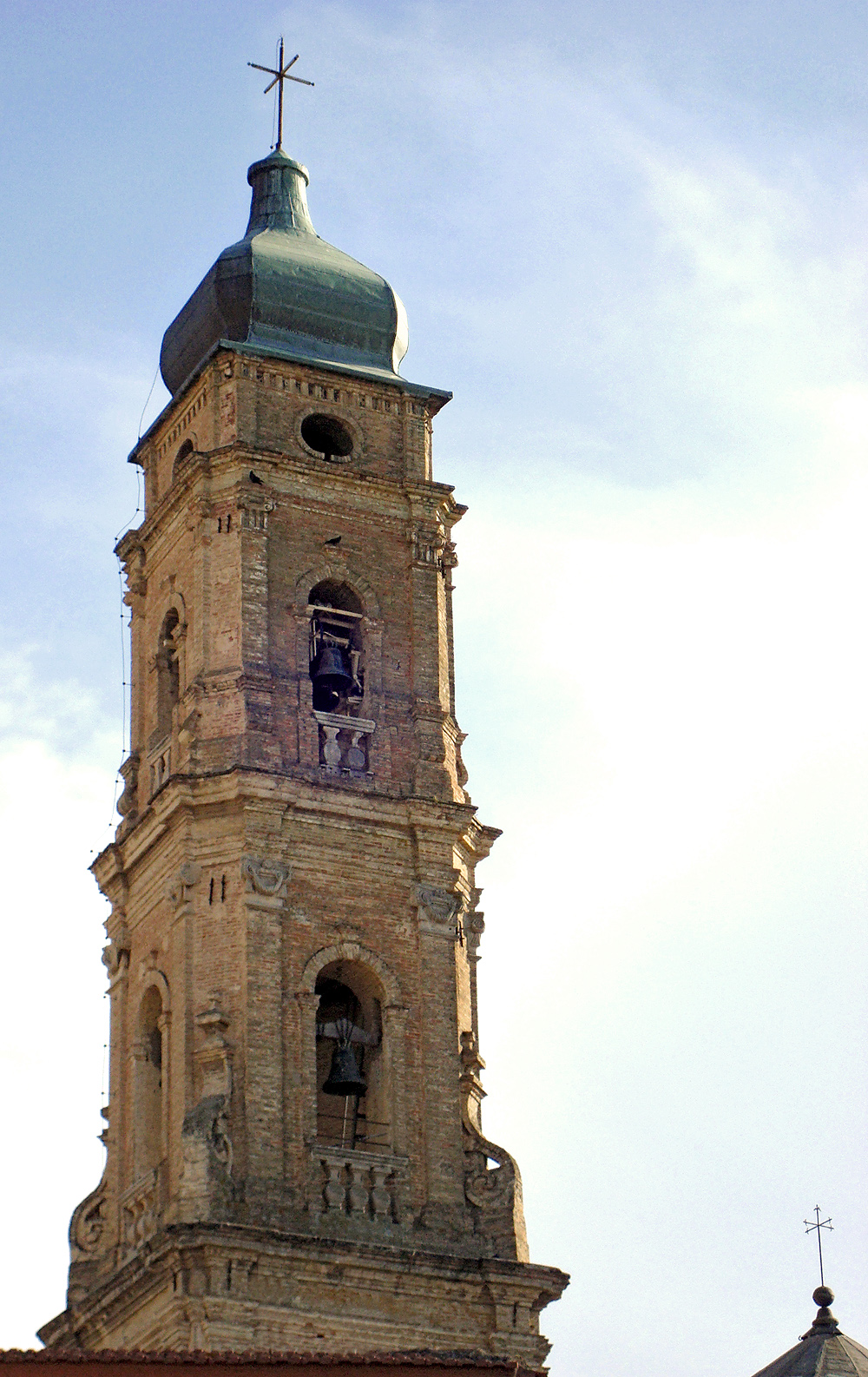
Il campanile
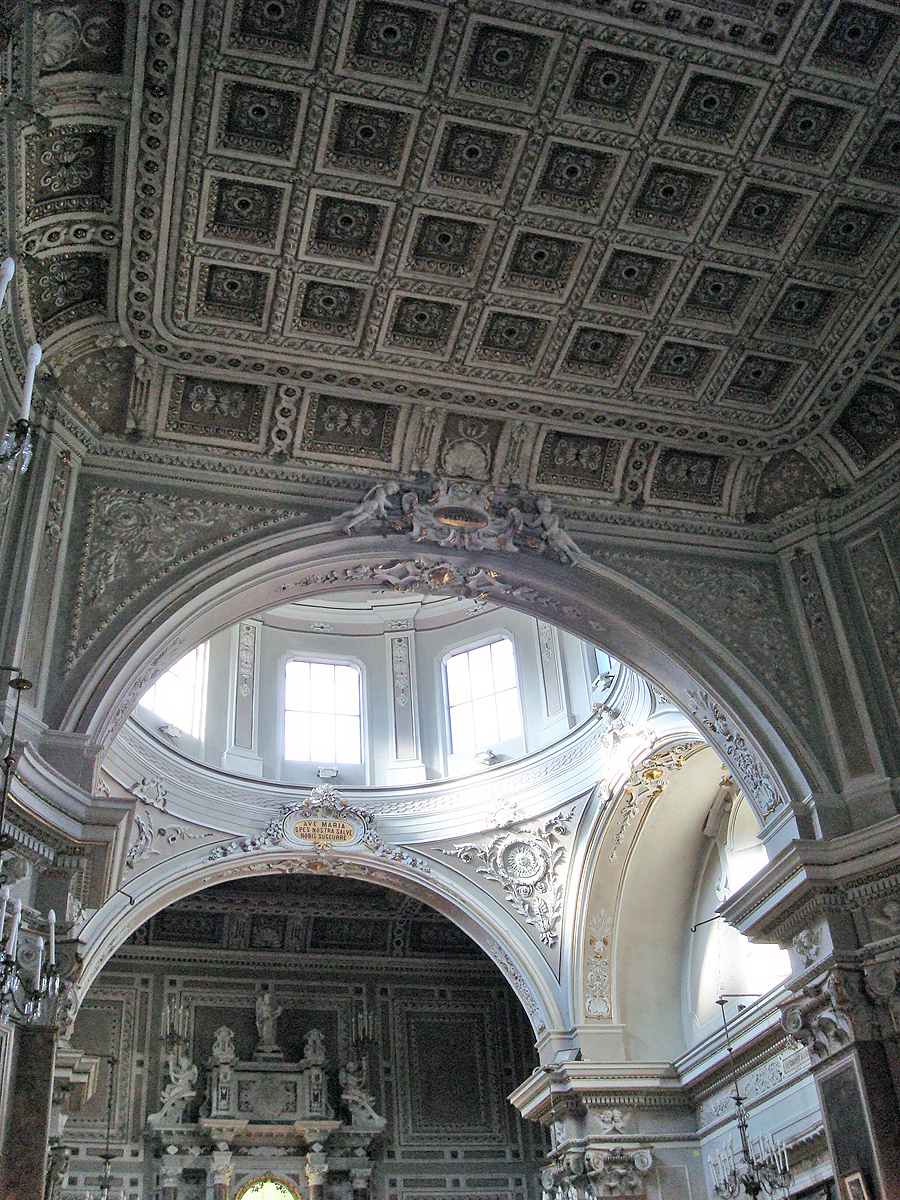
Scorcio dell'interno
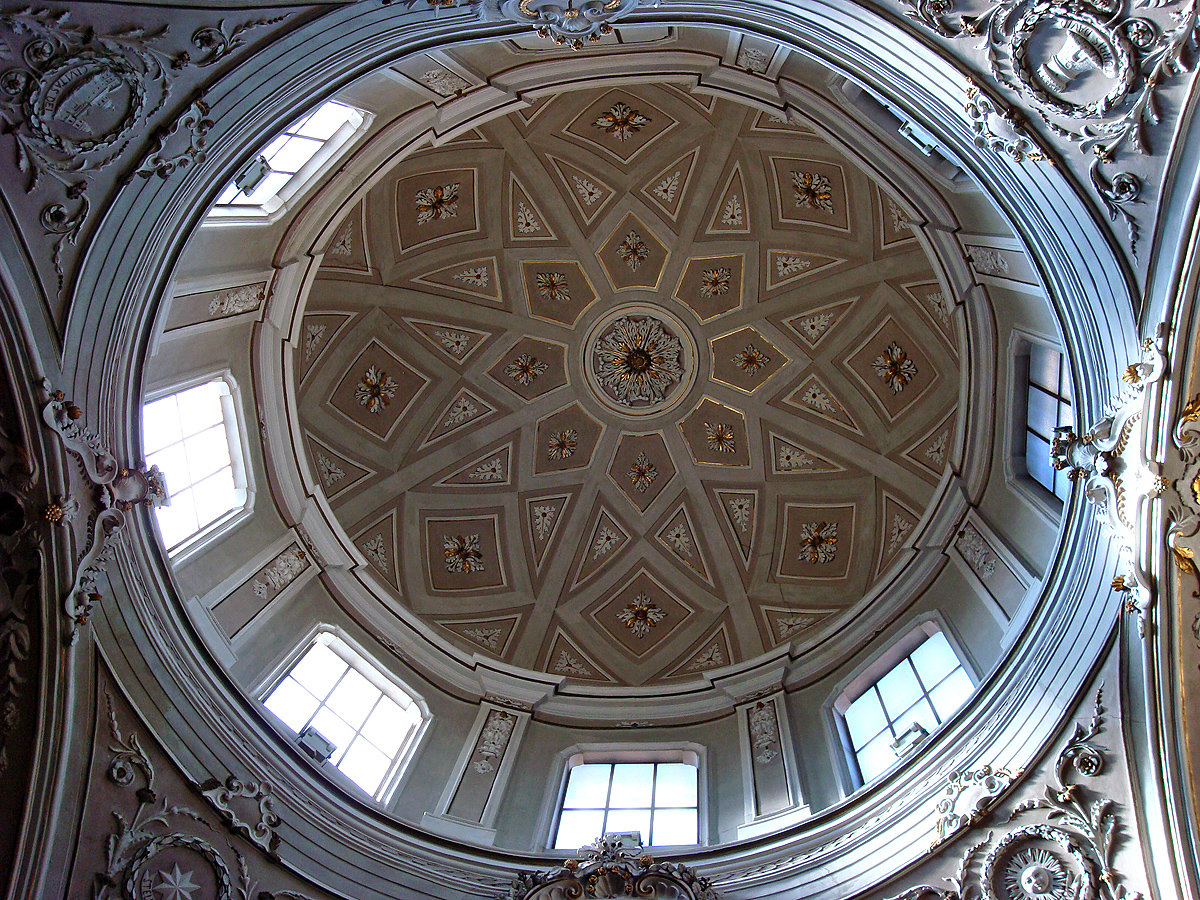
La cupola
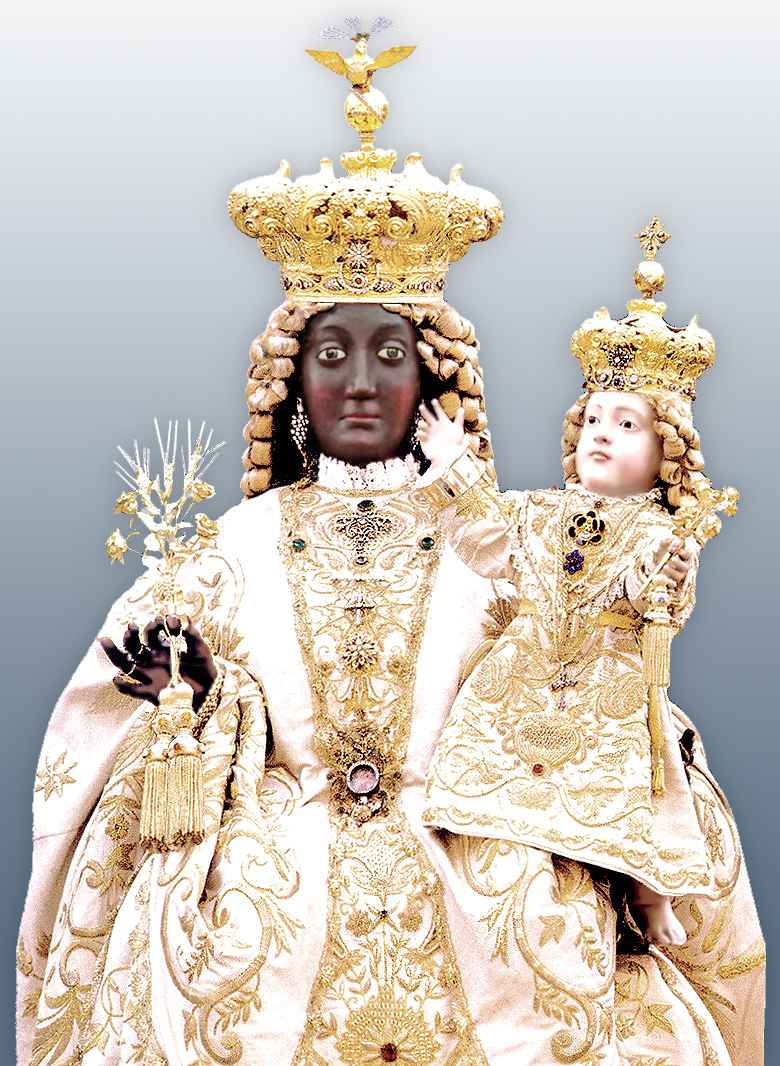
La Madonna del Soccorso
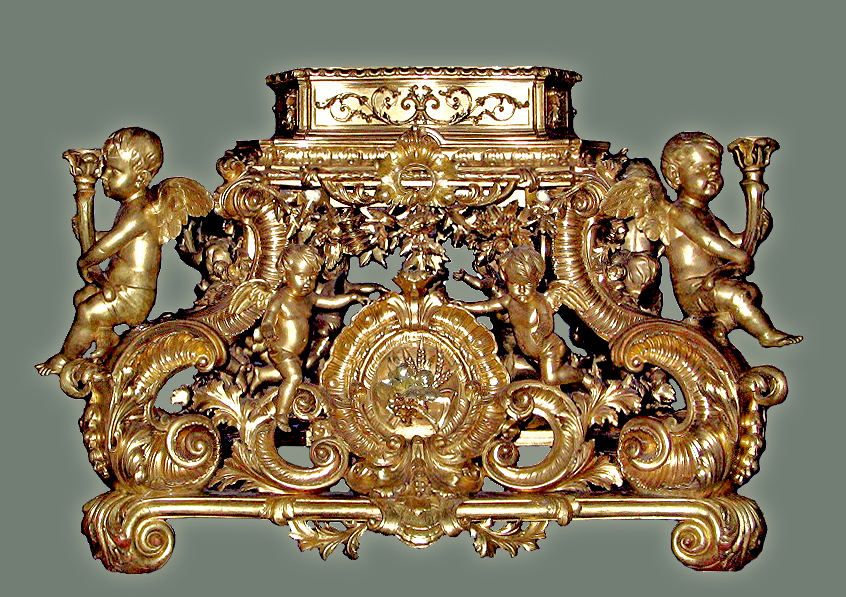
Il fercolo della Madonna